# خوش أباد (نمين)
خوش‌ أباد هي قرية في مقاطعة نمين، إيران. عدد سكان هذه القرية هو 58 في سنة 2006.